# Водное поло на летней Универсиаде 2001
Ватерпольный турнир на летней Универсиаде 2001 проходил в Пекинe (Китай). Соревновались мужские сборные команды. Чемпионом Универсиады стала сборная Италии.

## Медальный зачёт
| Место | Страна  | Золото | Серебро | Бронза | Всего |
| ----- | ------- | ------ | ------- | ------ | ----- |
| 1     | Италия  | 1      | 0       | 0      | 1     |
| 2     | Россия  | 0      | 1       | 0      | 1     |
| 3     | Венгрия | 0      | 0       | 1      | 1     |

| Чемпион Универсиады по водному поло 2001 |
| ---------------------------------------- |
| Италия Третий титул                      |

## Ссылка
- Universiade water polo medalists on HickokSports (англ.)